# HA/VER 2.
A HA/VER 2 (eredeti cím: Kick-Ass 2) 2013-ban bemutatott brit-amerikai akció-vígjáték/szuperhősfilm, melynek forgatókönyvírója és rendezője Jeff Wadlow, társproducere Matthew Vaughn, aki az első filmet rendezte. A filmet Mark Millar és John Romita Jr. készítette a Hit-Girl azonos című képregény alapján. A főszerepben Aaron Taylor-Johnson, Christopher Mintz-Plasse, Chloë Grace Moretz, Jim Carrey, Clark Duke és John Leguizamo látható. A 2010-ben készült HA/VER című film folytatása.
Az Egyesült Királyságban és Írországban 2013. augusztus 14-én, valamint Kanadában és az Amerikai Egyesült Államokban augusztus 16-án mutatták be. Magyarországon augusztus 22-én jelent meg szinkronizálva az UIP-Dunafilm forgalmazásában.
A film pénzügyi szempontból sikeresen teljesített; világszerte több mint 60,5 millió dolláros bevételt hozott a 28 milliós költségvetésével szemben. Általánosságban negatív véleményeket kapott a kritikusoktól, az erőszak és a durva humorok miatt. A Metacritic oldalán a film értékelése 41% a 100-ból, ami 35 véleményen alapul. A Rotten Tomatoeson a Kick-Ass 2. 29%-os minősítést kapott, 153 értékelés alapján.

## Szereplők
| Színész                  | Szereplő                            | Magyar hang       |
| ------------------------ | ----------------------------------- | ----------------- |
| Aaron Taylor-Johnson     | Dave Lizewski / HaVer               | Czető Roland      |
| Chloë Grace Moretz       | Mindy Macready / Kis Dög            | Czető Zsanett     |
| Jim Carrey               | Sal Bertolinni / Csillagsáv Ezredes | Kerekes József    |
| Clark Duke               | Marty / Battle Guy                  | Szvetlov Balázs   |
| Lindy Booth              | Éjlotyó                             | Molnár Ilona      |
| John Leguizamo           | Javier                              | Rajkai Zoltán     |
| Christopher Mintz-Plasse | Chris D'Amico / Mutterbever         | Baradlay Viktor   |
| Donald Faison            | Doktor Gravitáció                   | Hamvas Dániel     |
| Augustus Prew            | Todd / SzétVer                      | Berkes Bence      |
| Steven Mackintosh        | Tommy Apja                          | Csankó Zoltán     |
| Monica Dolan             | Tommy Anyja                         | Téglás Judit      |
| Garrett M. Brown         | Mr. Lizewski                        | Rosta Sándor      |
| Iain Glen                | Ralph nagybácsi                     | Haás Vander Péter |
| Tom Wu                   | Genghis Carnage                     | Gacsal Ádám       |
| Robert Emms              | Rovarember                          | Markovics Tamás   |

## Filmzene
Számcím-(előadó)
- 1, Yeah Yeah (James Flannigan)
- 2, Nobody Move (Hanni El Khatib)
- 3, Carry You (Union J)
- 4, No Strings [Explicit] (Chlöe Howl)
- 5, Pussy Drop (Lemon)
- 6, Dance (Danko Jones)
- 7, A Minha Menina (2013 Version) (The Bees)
- 8, Bust Out Brigade (The Go! Team)
- 9, When The Saints Go Marching In (St. Snot)
- 10, Euphoria, Take My Hand (Glasvegas)
- 11, Korobeiniki (Ozma)
- 12, Danger (Marco Polo & Torae)
- 13, Motherquake (DJ Fresh VS Diplo feat. Dominique Young Unique)
- 14, Hero (Jessie J)[5]